# Diphyus zebraticolor
Diphyus zebraticolor là một loài tò vò trong họ Ichneumonidae.